# Citizenfour
Citizenfour je americký dokumentární film režisérky Laury Poitras, který zobrazuje příběh odhalení masového sledování elektronické komunikace pomocí XKeyscore, především americkou vládní agenturou NSA, whistleblowerem Edwardem Snowdenem. Název dokumentu je odvozený od pseudonymu, který Edward Snowden použil při kontaktování režisérky.
Film byl natočen ve stylu cinema verité. Premiéru měl na Newyorském filmovém festivalu na podzim roku 2014. Film získal Oscara za nejlepší celovečerní dokumentární film za rok 2014.

## Okolnosti
V lednu 2013 dostala režisérka Laura Poitras zašifrovaný e-mail od neznámého odesílatele, který sám sebe označoval jménem „Citizen Four“ (Občan Čtyři). V tomto emailu jí nabídl utajované informace o nezákonných špehovacích praktikách americké Národní bezpečnostní agentury (NSA) a dalších agentur, např. britské GCHQ. Laura v té době už několik roků pracovala na filmu o sledovacích programech, které vznikly jako reakce na teroristické útoky 11. září 2001. V červnu 2013 se spolu s investigativními novináři Glennem Greenwaldem a Ewenem MacAskillem, reportérem z The Guardian, vydala do Hongkongu na první setkání s neznámým informátorem, který se představil jako Edward Snowden. Nahrávky z hotelového pokoje, kde se setkání odehrálo, tvoří základ filmu.

## Postavy
- Jacob Appelbaum
- Julian Assange
- William Binney
- Glenn Greenwald
- Ladar Levison
- Ewen MacAskill
- Laura Poitras
- Jeremy Scahill
- Edward Snowden
- Robert Tibbo

## Produkce
V roku 2012 začala Laura Poitras pracovat na svém třetím filmu ze své trilogie, věnované útokům 11. září 2001. Chtěla se v něm zaměřit na sledovací aktivity v rámci Spojených států, proto podnikla rozhovory s Julianem Assangem, Glennom Greenwaldem, Williamem Binneym a Jacobem Appelbaumem. 
V lednu 2013 jí poprvé kontaktoval Edward Snowden, potom co se mu nepodařilo úspěšně navázat šifrovanou komunikaci s Greenwaldem. Na konci května 2013 odletěla do Hongkongu, kde po dobu osmi dní filmovala Snowdena a jeho rozhovory s Greenwaldem a MacAskillem v pokoji hotelu Mira. Poté odletěla do Moskvy, kde natočila interview Greenwalda se Snowdenem. Dokument doplňují záběry z redakce londýnského Guardianu, berlínského Der Spiegelu, cesty Glenna Greenwalda do Brazílie, přednášek aktivistů proti vládnímu sledování, kladení otázek šéfovi NSA v americkém senátu a další. 
V závěrečné části dokumentu jsou záběry Edwarda Snowdena s jeho přítelkyně Lindsay Mills v kuchyni jejich moskevského domu. Samotný závěr tvoří setkání Greenwalda se Snowdenem v Moskvě. V něm probírají informace od zdroje, který tvrdí, že proces řízení dronů, na jehož vrcholku je prezident USA, probíhá přes americkou základnu Ramstein v Německu a až 1,2 milionu lidí je na různé úrovni seznamu sledovaných prostřednictvím dronů. 

## Premiéra
Mezinárodní premiéra filmu proběhla 10. října 2014 ve Spojených státech na Newyorském filmovém festivalu. V Evropě byl film uveden na Londýnském filmovém festivalu o týden později (17. října 2014). První promítání v Německu bylo 27. října na filmovém festivalu v Lipsku. Oficiální německá premiéra se konala za účasti režisérky 4. listopadu v Hamburku. 
Film měl premiéru na HBO 23. února 2015, den po udělování Oscarů, a následně byl zveřejněn na HBO Go.

## Bezpečnost
Laury Poitras podnikla kvůli natáčení filmu vícero preventivních bezpečnostních opatření. Potom co byla vícekrát zadržená během kontrol při vstupu do USA se rozhodla přestěhovat do Berlína. Film také sestříhala v Německu, kam přiletěla přímo z Hongkongu, aby zamezila možnému prohledání jejího hard disku FBI na základě soudního příkazu. Všechny nahrávky jsou uschované na šifrovaných discích s víceúrovňovou vnořenou ochranou. Počítač, na kterém čte citlivé dokumenty je od internetu oddělený tzv. vzdušnou stěnou (air gap). Glenn Greenwald jí poskytl know-how jak pracovat na nebezpečném tématu při použití maximální ochrany, protože jak poznamenal Snowden: "po letošním odhalení by mělo být jasné, že nezašifrovaná komunikace novináře se zdrojem je neodpustitelně lehkomyslná".
V závěrečných titulcích filmu jsou vzpomenuty jména několika programů svobodného softwaru, bez kterých by vznik tohoto filmu nebyl možný. Jsou to Tor, Tails, Debian GNU/Linux, Off-the-Record Messaging, GNU Privacy Guard, Truecrypt a SecureDrop.

## Ocenění
Film získal 44 filmových cen a 35 nominací.
| Rok  | Cena            | Kategorie                  | Výsledek  |
| ---- | --------------- | -------------------------- | --------- |
| 2015 | Oscar           | Nejlepší dokumentární film | zisk ceny |
| 2015 | BAFTA Award     | Nejlepší dokument          | zisk ceny |
| 2015 | Satellite Award | Nejlepší dokument          | zisk ceny |